# زبان ایسان
ایسان گروهی از گویش‌های مورد استفاده در بخشی از شمال شرقی تایلند با نام ناحیهٔ ایسان و بخش‌های مجاور آن در شرق و شمال تایلند است. این زبان، زبان اصلی مردم لائو است که در تایلند با نام ایسان شناخته می‌شود و حدود ۲۰ میلیون گویشور در تایلند دارد. این زبان معمولاً به عنوان زبان دوم، سوم یا چهارم سایر اقلیت‌های زبانی ناحیه مانند خمر شمالی، خورات تای و سایر مردم آسترونزیایی‌زبان به کار می‌رود. زبان ایسان در تایلند، غیررسمی است و تفاوت اصلی آن با زبان لائوسی، استفاده روزافزون از دستور زبان و واژگان و نوواژههای تایلندی است.

## دسته‌بندی
ایسان بخشی از شاخهٔ تای زبان‌های تای-کادای است. در دسته‌بندی زبان‌های تای، ایسان بخشی از گروه لائو-فوتای است که شامل گویش‌های لائو، فو تای و نیاو نیز می‌شود. در مقابل، زبان رسمی تایلند، ارتباط نزدیکی با زبان‌های چیانگ سانگ دارد. البته در تایلند، ایسان به صورت گویشی ناحیه‌ای از زبان تای در نظر گرفته می‌شود. بیرون از تایلند، این زبان به عنوان بخشی از زبان لائو-فوتای یا زیربخشی از زبان لائو در نظر گرفته می‌شود. تایلندی، ایسان و لائو اشتراک عمده‌ای در واژگان دارند. هم‌چنین واژه‌های قرضی زیادی از سانسکریت، پالی و خمر در زبان علمی و سطح بالا به کار می‌رود.

## توزیع جغرافیایی

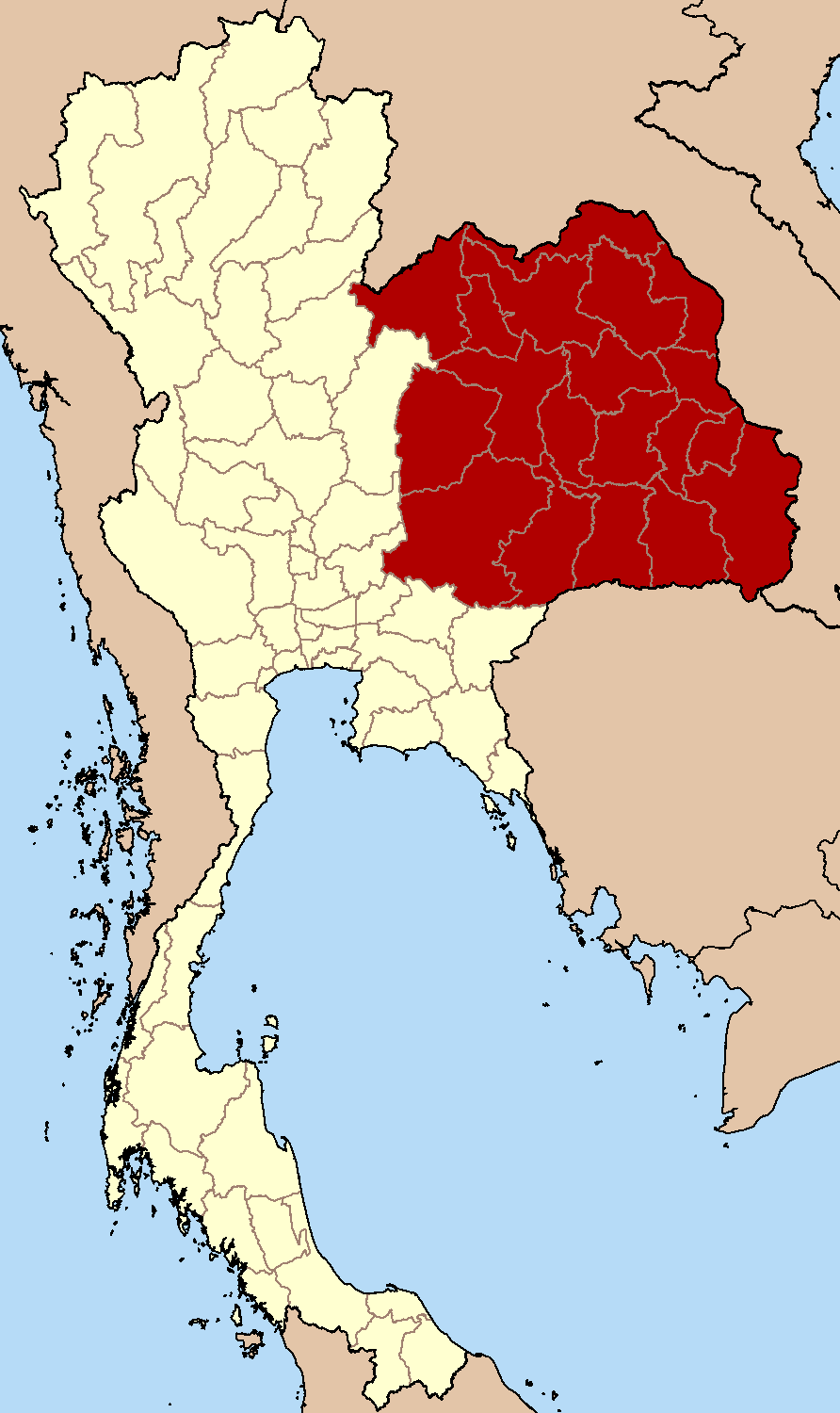
در نقشه، ناحیه ایسان به رنگ قرمز نمایش داده شده‌است.

مردم ۲۰ استان ناحیهٔ شمال شرقی تایلند، به زبان ایسان سخن می‌گویند. هم‌چنین زبان اصلی بخش‌های بزرگی از استان‌های اوتارادیت و فیتسانولوک در ناحیهٔ شمالی و چند استان در ناحیهٔ شرقی تایلند است. از نظر تاریخی، مرزهای کوهستانی جنوب و غرب ناحیهٔ ایسان، باعث دور ماندن این گویشوران از تأثیر مستقیم زبان تایلندی بودند. هم‌چنین رود مکونگ، جداکنندهٔ ایسان و لائو است. در یک‌سوم جنوبی ایسان، اقلیت‌های زبانی خمر شمالی، کوی و تای خورات زندگی می‌کنند.

## خط نوشتاری

### الفبای تای نوی

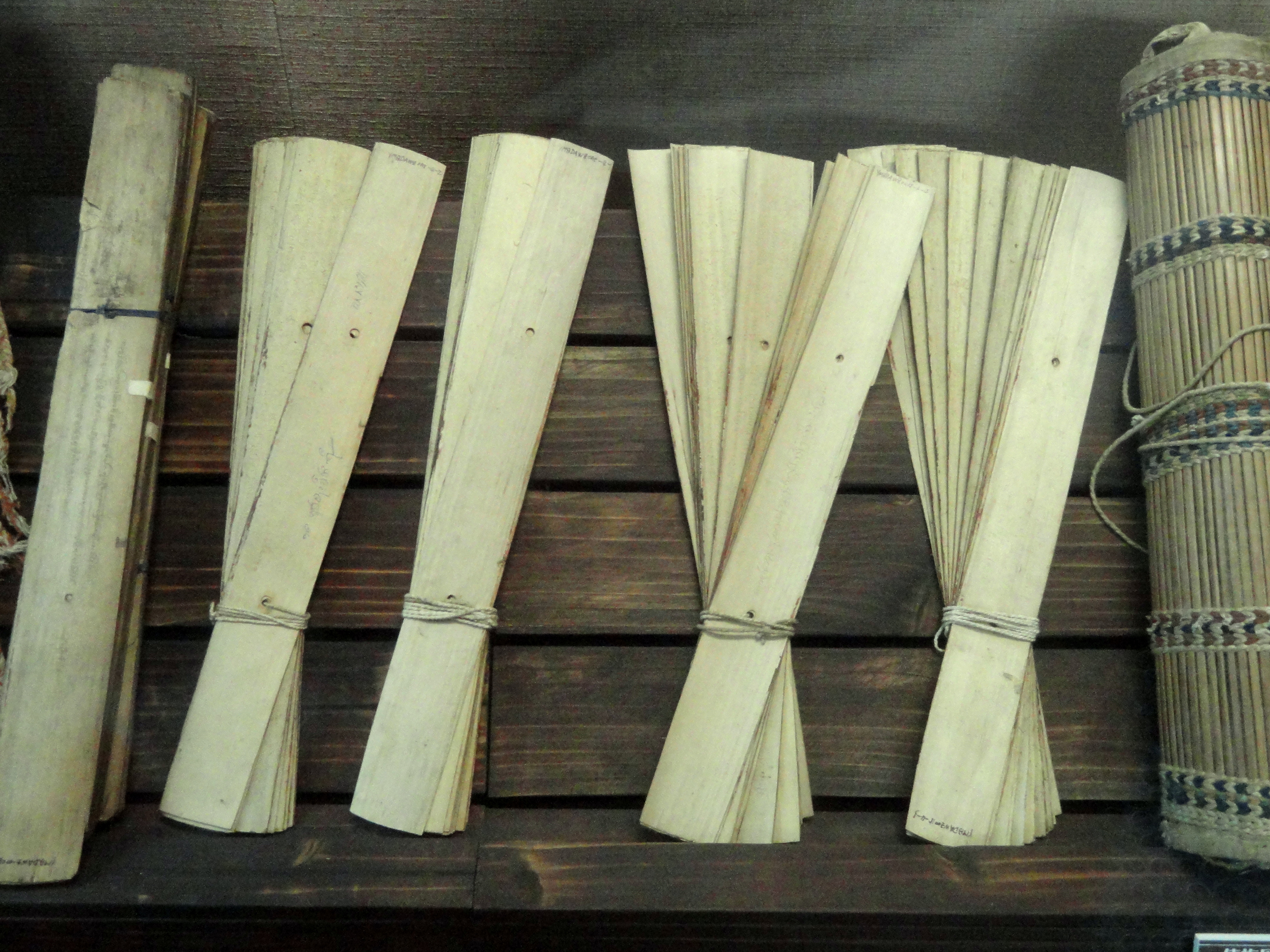
دست‌نوشته‌های برگ نخل در سراسر جنوب و جنوب شرقی آسیا برای ثبت ادبیات به کار می‌رفتند. در ایسان می‌توان نمونه‌های بسیاری را در کتابخانه‌های بودایی یافت.

پیشتر، زبان ایسان به خط باستانی لائو با نام تای نوی (لائو: ໄທນ້ອຍ) یا تای لائو (لائو: ຕົວລາວ) نوشته می‌شد که از خط باستانی تایلندی و آن از خط باستانی خمر اقتباس شده‌بود و ریشهٔ آن، خط برهمایی در هند بود. شکل بیشتر حروف در الفبای نوین لائو ثابت مانده‌است؛ ولی قواعد املایی، به‌ویژه در تلفظ کلمات، نظام‌مند و اصلاح شده‌اند. از این خط در ادبیات غیر مذهبی مانند یادبودها، نمایش، ثبت وقایع و نوشتن ترانه‌ها، اشعار و داستان‌های عامیانه استفاده می‌شد.
تایلند در ۱۸۷۱ میلادی این الفبا را به همراه همهٔ زبان‌های غیر تایلندی، در مدارس ممنوع اعلام کرد. در حال حاضر، ایسان زبانی غیر نوشتاری است؛ ولی معمولاً به خط تایلندی نوشته می‌شود.

### الفبای تایلندی
با توجه به غیر نوشتاری نبودن زبان ایسان، از خط تایلندی برای نوشتن آن استفاده می‌شود. واژه‌های هم‌ریشه، به صورت تایلندی تلفظ می‌شوند؛ هرچند خوشه‌های همخوان موجود در تایلندی، در لائو وجود ندارند. بیشتر واژگان بومی تای، تلفظ مشابهی در تایلندی و لائو دارند؛ ولی واژگان متفاوت ایسان، دارای تلفظ لائو هستند.

### سایر خط‌ها

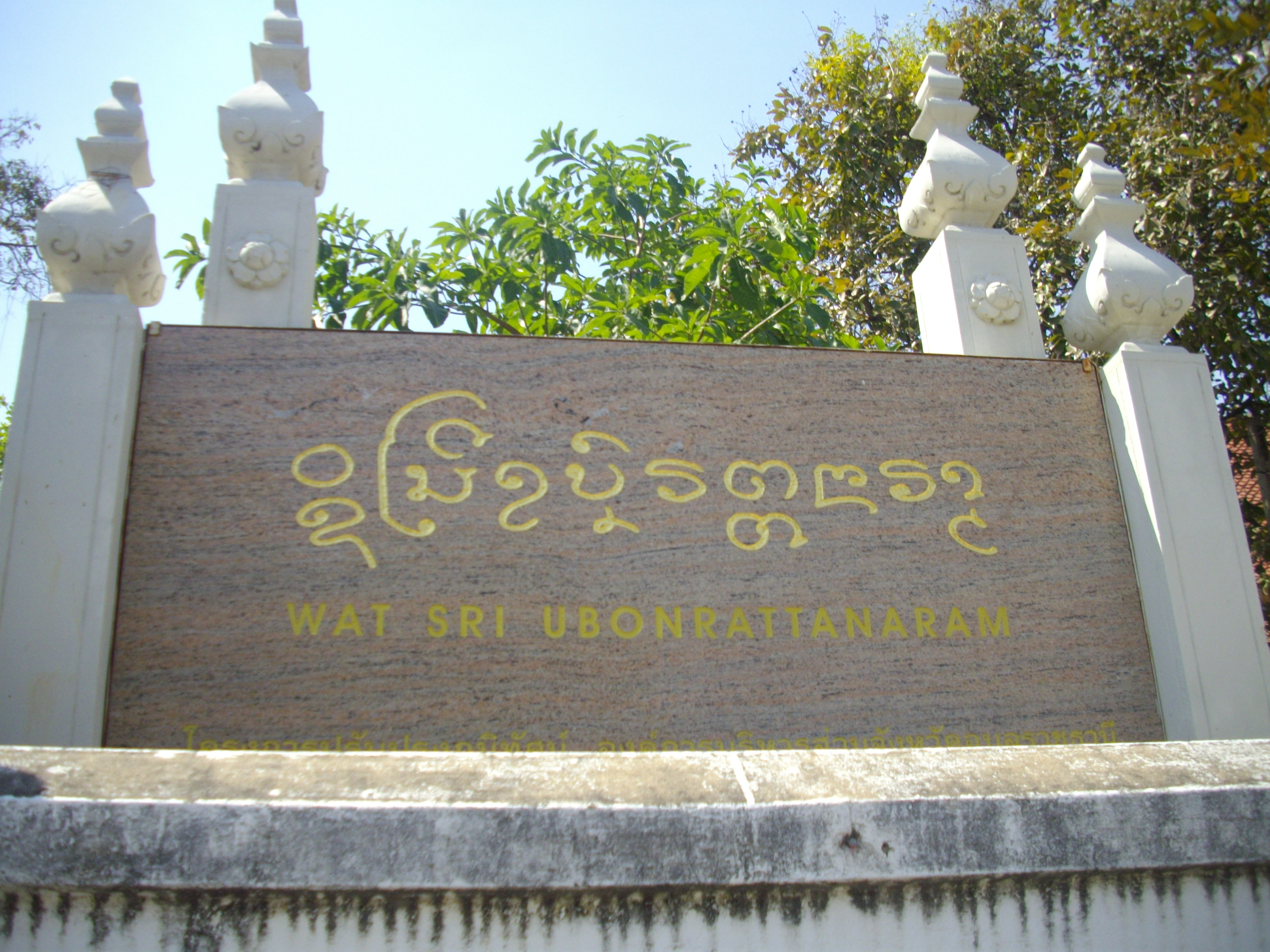
نمونه‌ای از الفبای تای تام که در گذشته در ادبیات مذهبی لائوس و ایسان به کار می‌رفت.

در زمان اتحاد لان نا و لان ژانگ زیر سلطهٔ شاه ستاتیرات از ۱۵۴۶ تا ۱۵۵۱ میلادی، الفبایی بر پایهٔ زبان مون که به نام الفبای تای تام خوانده می‌شد، از الفبای تایلندی شمالی اقتباس شد تا از کتابخانهٔ چیانگ مای نسخه‌برداری و به لان ژانگ برده شود. نام این خط به معنی «حروف دارما» است که نشان دهنده کاربرد آن در رونویسی ادبیات مذهبی است.
این زبان منقرض شده‌است، ولی برخی متخصصان از جمله راهبان حافظ کتابخانه‌ها توان خواندن آن را دارند.